# Fiodor Ozerov
Pour les articles homonymes, voir Ozerov.
Fiodor Petrovitch Ozerov (en russe : Фёдор Петрович Озеров), né dans le Gouvernement de Koursk le 6 février 1899 et mort à Moscou le 18 novembre 1971 est un général de l'Armée rouge durant la Seconde Guerre mondiale.

## Biographie
Il rejoint l'Armée rouge en 1918. En septembre 1940 il commande la 5e Division d'infanterie. En août 1941, il devient chef d'état-major de la 34e armée (Union soviétique). En octobre 1941 il commande la 245e division de fusiliers. En mars 1942 il commande le 90e district fortifié. De mai 1942 à janvier 1943 il commande la 27e armée et participe à la Poche de Demiansk. En janvier 1944 il participe à libération de Novgorod. En mars 1944 il devient chef d'état-major de la 18e armée. De septembre 1944 à février 1945 il devient le chef d'état-major de la 18e armée[pas clair]. De février 1945 à la fin de la guerre, il commande la 50e armée (Union soviétique) (en),,.